# 小原十三司
小原 十三司（おばら とさじ、1890年1月23日 - 1972年1月25日）は、日本の牧師、神学校教師。岩手県生まれ。実家は和賀郡東和町土沢の居酒屋であった。
妻は小原鈴子（1891年12月30日 - 1976年4月12日）。

## 生涯

### 初期

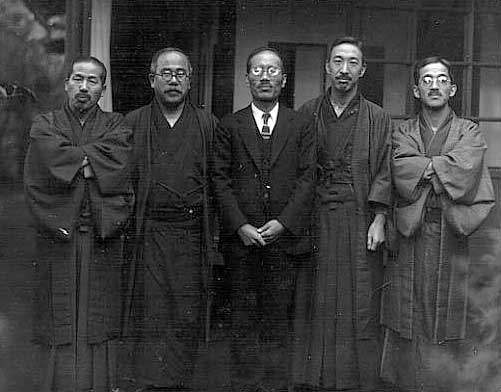
聖書学院の5教授（左から、米田豊、一宮政吉、菅野鋭、小原十三司、車田秋次）

1890年(明治23年)に岩手県土沢の居酒屋の息子として生まれる。土沢小学校高等科、青森郵便局通信養成所を卒業後に、1905年(明治38年)に電信員になり、岩手県川尻、盛岡、さらに東京丸の内局に勤務した。

### 回心、聖化
1907年(明治40年)9月に休暇で土沢の実家に帰省しているときに米田豊が伝道していた土沢の教会に行く。その教会を巡回していた中田重治の説教を聞いて悔い改め、バプテスマを受ける。
1908年(明治41年)7月23日に盛岡バプテスト教会(現、日本基督教団内丸教会)で中田重治の説教を聞いて聖化の恩恵を受ける。受洗する。

### 日本ホーリネス教会時代
献身するために、1909年(明治42年)に柏木聖書学院に入学する。1910年1月6日から、中田重治に同伴して、仙台市の新年聖会に行き、福島、山形などを巡回する。
1911年(明治43年)に東洋宣教会が新組織に改編された際には、11月5日に仙台福音伝道館の菅野鋭の補助として任命される。しかし、その年10月に発生した聖教団事件の時に、東洋宣教会に失望して、柏木聖書学院を退学して、土沢に帰る。
1914年(大正3年)に淀橋教会の副牧師に就任する。
1916年に中田の後妻あやめが大病を患った時に、丹羽平三郎と共に膏を注いで神癒を祈るとあやめは癒された。1917年に徳川鈴子との結婚後に土沢に帰省している時に中田重治が小原夫妻を訪問した。その年、淀橋教会の第四代牧師に就任する。
1919年(大正8年)に淀橋教会で牧師をしていた時に、ホーリネス・リバイバルの中心的な役割を果たす。

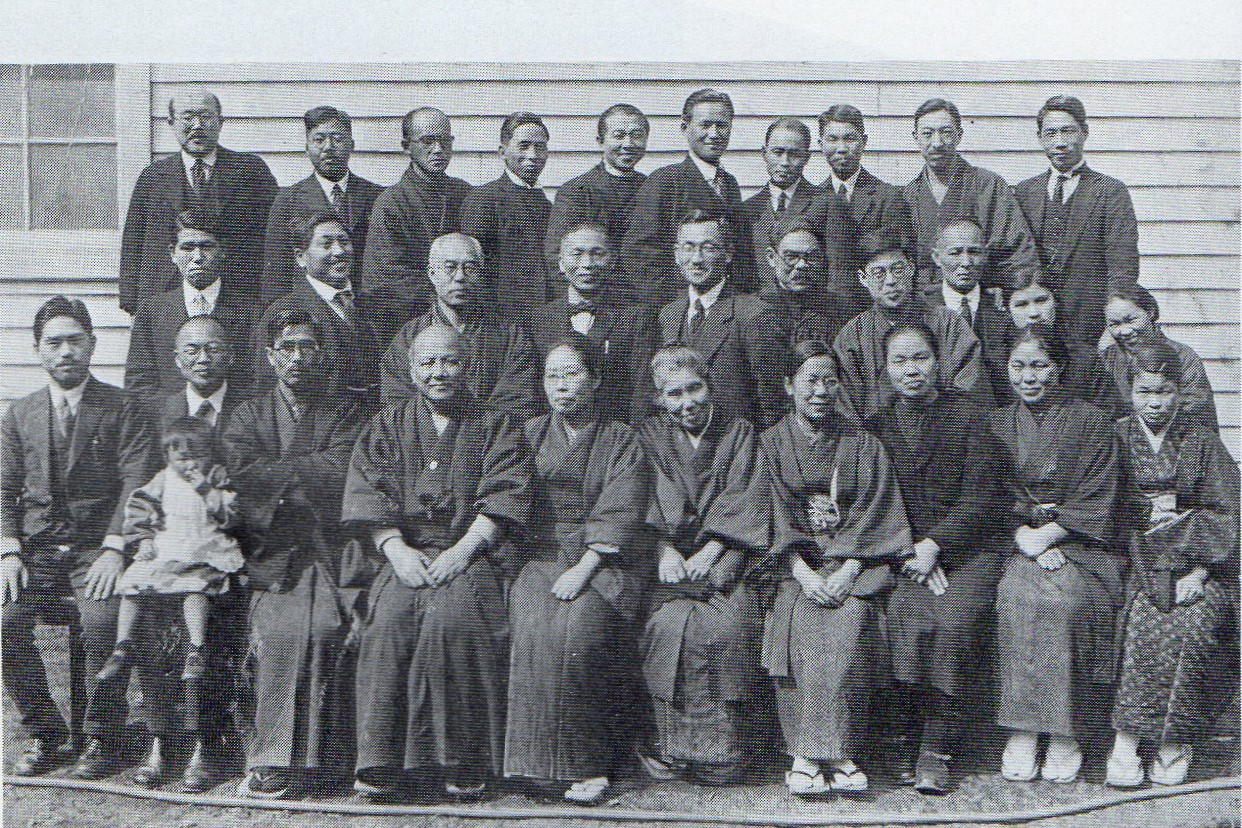
聖書学院での教役者会、小原は左端

1924年(大正13年)にはホーリネス教会の監督局会計でも働く。
1929年(昭和4年)3月の日本ホーリネス教会の年会で柏木聖書学院の講師に任命される。 1931年(昭和6年)には淀橋教会は礼拝の平均出席者373名になる。

1933年 五教授（車田秋次、米田豊、小原十三司、一宮政吉、土屋顕一）の一人として、中田重治の監督職を解任する。その後、代表者の委員の一人に選ばれる。

### 日本聖教会時代
1936年(昭和11年)ホーリネス和協分離後は、日本聖教会に所属し、日本聖教会委員、財務局長を務める。
1940年(昭和15年)10月17日の神嘗祭の日に青山学院で開催された皇紀二千六百年奉祝全国基督教信徒大会の最後の祈祷を担当。「栄ある皇紀二千六百年奉祝全国キリスト教信徒大会を恩恵の中に終わらんとしていることを感謝いたします。ペンテコステの日のように、きよめ給わんことを伏して願い奉る。」と祈った。

### 日本基督教団時代
1941年(昭和16年)の日本基督教団成立の際には第6部に所属し、国外伝道局長に就任する。
1942年(昭和17年)6月26日 特高警察により、ホーリネス系教職者97人と共に検挙される。そして、日本基督教団より牧師を辞職させられ、教会は解散させられる。治安維持法違反の嫌疑をかけられ、裁判の結果、1944年に、有罪判決を受け2年間禁固刑に服する。公判上告中のまま、1945年(昭和20年)8月に終戦により釈放。ニュース映画では、「この苦難においてキリストに学ぶことのできたことは大いなる感謝です。そして、信仰のありがたさを苦しみの内において深く学び、感謝しておるものであります」と述べた。

### ホーリネスの群時代
釈放後に、牧師に復職し淀橋教会を再建し、教会を新宿区百人町に移転させる。1949年(昭和24年) 車田秋次らが日本基督教団を離脱し、日本ホーリネス教団をするが、小原と一宮政吉らは教団に留まり、ホーリネスの群を形成した。その後、ホーリネスの群の中央委員長と東京聖書学校の校長としてホーリネスの群の発展のために尽力する。また、日本ケズウィック・コンベンションの開設以来、積極的に協力した。
1955年(昭和30年）ブラジルホーリネス教会の創立80周年記念のために、ブラジルに行く。湯浅八郎らと会う。
1972年(昭和47年)に淀橋教会の牧師現職のまま死去。峯野龍弘が後を継ぐ。

## 著書
- 『泉あるところ』小原十三司、小原鈴子共著、ホーリネスの群、1976年